# Kolej Chiaia w Neapolu

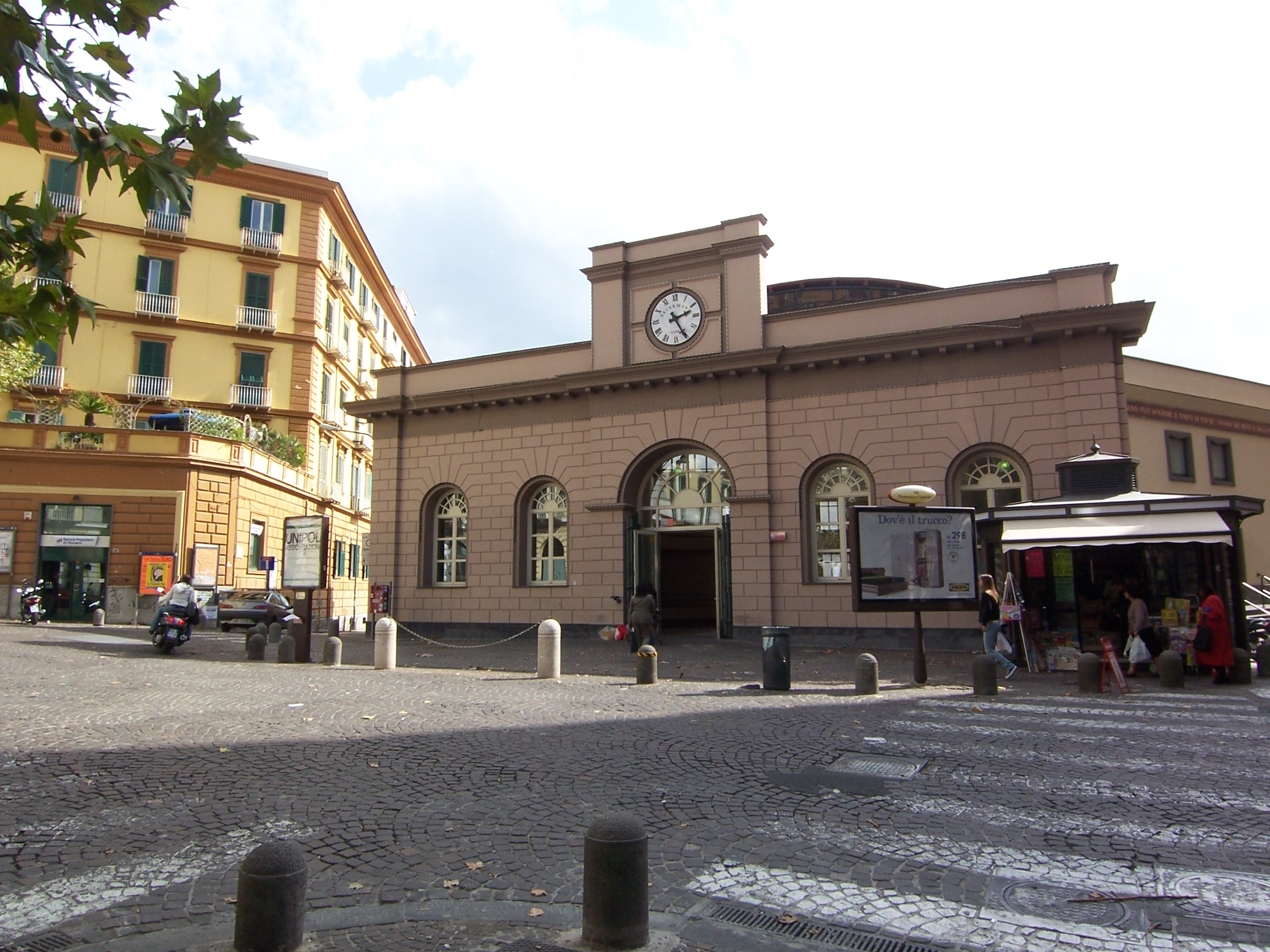
Stacja dolna (Chiaia-Parco Margherita)

Kolej Chiaia (wł. Funicolare di Chiaia) – kolej linowo-terenowa zlokalizowana w Neapolu we Włoszech.

## Historia i tabor
Linię otwarto w 1889, jako jedną z najwcześniejszych linowo-terenowych we Włoszech. Umożliwia połączenie takich części miasta jak Riviera di Chiaia, Villa comunale di Napoli i Via dei Mille z Vomero. Na trasie kursują dwa dwuwagonowe składy na 300 miejsc. Długość trasy wynosi 500 metrów, czas jazdy – 5 minut, a nachylenie szlaku 29%. W dni robocze przewozi około 14.500 osób. Nazwy kolejnych stacji to (od dołu): Chiaia-Parco Margherita, Corso Vittorio Emanuele, Palazzolo-Parco Marcolini i Via Cimarosa.